# Doug LaMalfa
Douglas Lee LaMalfa (Oroville, California; 2 de julio de 1960) es un político estadounidense que se desempeña como representante de los Estados Unidos por el 1.er distrito congresional de California desde 2013. Miembro del Partido Republicano, su distrito, el segundo más grande del estado después del 8.º, cubre casi todo el interior del norte de California, incluidas las ciudades de Chico, Redding y Susanville.
Nativo de Oroville, fue asambleísta del estado de California por el 2.º distrito entre 2002 y 2008 y senador del estado de California por el 4.º distrito entre 2010 y 2012.

## Primeros años, educación y carrera
Es un productor de arroz de cuarta generación y residente del norte de California de toda la vida. Se graduó de Cal Poly San Luis Obispo con una licenciatura en negocios agrícolas. En 2022, el 63 % de los aportes a la campaña de LaMalfa provino del interior de su estado, pero solo el 25 % provino del interior de su distrito.

## Asamblea de California

### Elecciones
En 2002, se postuló para la Asamblea de California en el 2.º distrito. Ganó las primarias republicanas con el 59 % de los votos, y las elecciones generales con el 67 %. Fue reelecto en 2004 (68 %) y 2006 (68 %).

### Mandato
Trabajó con Bernie Richter como uno de los primeros partidarios de la Proposición 209, que puso fin a la acción afirmativa en California. Trabajó para la aprobación de la Ley de Protección del Matrimonio, Proposición 22, que prohibió el matrimonio entre personas del mismo sexo en California, y después de que la Corte Suprema de California anuló esa iniciativa en In re Marriage Cases, fue uno de los primeros partidarios y activo en la campaña de Proposición 8, una iniciativa que anularía el fallo judicial y volvería a prohibir el matrimonio entre personas del mismo sexo. En junio de 2008, instó a los votantes a aprobar la Proposición 8 y dijo: "esta es una oportunidad para recuperar un poco de dignidad... para los niños, para todos nosotros en California. Realmente me inquieta que la voluntad del pueblo haya sido anulada por cuatro miembros de la Corte Suprema".
Se opuso al proyecto de ley de microestampado de Mike Feuer, AB 1471, que el gobernador Arnold Schwarzenegger convirtió en ley el 13 de octubre de 2007.
Fue coautor de ACA 20, que facultaría a las fuerzas del orden para actuar como agentes de inmigración y aduanas y habría tomado medidas enérgicas contra la inmigración ilegal.

## Senado de California

### Elección de 2010
En 2010, se postuló para el Senado del estado de California en el 4.º distrito En las primarias republicanas, derrotó al asambleísta estatal Rick Keene por 58 % a 42 %. En las elecciones generales, derrotó a Lathe Gill entre un 68 % y un 32 %.

### Mandato
En noviembre de 2011, se opuso a una propuesta de tren bala y dijo: "a la luz del plan de trenes de alta velocidad que se presentó y que los números aún no funcionan, California, en esta grave crisis fiscal en la que estamos, vamos introducir legislación para derogar la Autoridad HSR y el financiamiento para eso el estado iba a presentar".
Se opuso a un proyecto de ley que requeriría que los maestros de Historia en todas las escuelas públicas de California enseñen la historia de la homosexualidad y los derechos civiles de los homosexuales. Dijo que el gobernador Jerry Brown estaba "fuera de contacto con lo que creo que siguen siendo los principales valores estadounidenses. Ese no es el tipo de cosas que quiero que mis hijos aprendan en la escuela pública. Realmente han cruzado una línea hacia una nueva frontera".
Se opuso firmemente al Pacto Interestatal del Voto Popular Nacional, que pasaría por alto al Colegio Electoral, y dijo: "creo que esto es peligroso. Va en contra de 220 años de ley electoral. Tenemos un colegio electoral; fue puesto allí por una razón".

## Cámara de Representantes de Estados Unidos

### Elecciones
2012: el congresista del segundo distrito, Wally Herger, anunció que se jubilaba después de 13 mandatos. Horas después de su anuncio, el consultor republicano Dave Gilliard le dijo a Flash Report que Herger había respaldado a LaMalfa como su sucesor. El distrito de Herger fue renumerado como el primero en la ronda de redistribución de distritos de 2010. El distrito del senado estatal de LaMalfa era en gran parte coextendido con la parte occidental del distrito del Congreso. Terminó primero en las elecciones primarias republicanas con el 38 % de los votos en una carrera de ocho personas, ganando 10 de los 11 condados del distrito. El 6 de noviembre de 2012, derrotó al candidato demócrata Jim Reed con el 57 % de los votos.
2014: derrotó a la candidata demócrata Heidi Hall en las elecciones generales con el 61 % de los votos.
2016: derrotó al candidato demócrata Jim Reed con el 59,1 % de los votos.